# Seznam dílů seriálu Taxík
Toto je seznam dílů seriálu Taxík.

## Přehled řad
| Řada | Díly | Premiéra v USA | Premiéra v USA  | Premiéra v ČR | Premiéra v ČR |
| Řada | Díly | První díl      | Poslední díl    | První díl     | Poslední díl  |
| ---- | ---- | -------------- | --------------- | ------------- | ------------- |
| 1    | 22   | 27. září 2002  | 2. května 2003  | vysíláno      | vysíláno      |
| 2    | 18   | 27. září 2003  | 13. března 2004 | vysíláno      | vysíláno      |

## Seznam dílů

### První řada (2002–2003)
| Č. v seriálu | Č. v řadě | Původní název             | Český název           | Režie                 | Scénář              | Premiéra v USA     | Premiéra v ČR |
| ------------ | --------- | ------------------------- | --------------------- | --------------------- | ------------------- | ------------------ | ------------- |
| 1            | 1         | Pilot                     | —                     | Thomas Carter         | David Koepp         | 27. září 2002      | vysíláno      |
| 2            | 2         | Favors                    | Laskavosti            | Thomas Carter         | David Koepp         | 4. října 2002      | vysíláno      |
| 3            | 3         | Domestic Disturbance      | Domácí násilí         | David Platt           | Lawrence Kaplow     | 11. října 2002     | vysíláno      |
| 4            | 4         | My Alibi                  | Moje alibi            | Michael Fields        | Liz Friedman        | 18. října 2002     | vysíláno      |
| 5            | 5         | My Brother's Keeper       | Strážcem svého bratra | Harry Winer           | Thomas L. Moran     | 25. října 2002     | vysíláno      |
| 6            | 6         | Slippery Slope            | Na šikmé ploše        | Robert Singer         | Frank Renzulli      | 1. listopadu 2002  | vysíláno      |
| 7            | 7         | Husbands and Wives        | Manželé a manželky    | Fred Gerber           | Thomas L. Moran     | 8. listopadu 2002  | vysíláno      |
| 8            | 8         | Songs in the Night        | Písně v noci          | Félix Enríquez Alcalá | Randy Anderson      | 15. listopadu 2002 | vysíláno      |
| 9            | 9         | Bad Choices               | Špatná rozhodnutí     | Philip Sgriccia       | Leonard Dick        | 22. listopadu 2002 | vysíláno      |
| 10           | 10        | All Night Long            | Po celou noc          | Elodie Keene          | Eugenie Ross-Leming | 6. prosince 2002   | vysíláno      |
| 11           | 11        | Obsession                 | Posedlost             | Fred Gerber           | Liz Friedman        | 20. prosince 2002  | vysíláno      |
| 12           | 12        | A Dangerous Game          |                       | Dan Lerner            | George Schenck      | 10. ledna 2003     | vysíláno      |
| 13           | 13        | Death of Innocence        |                       | Philip Sgriccia       | Lynne E. Litt       | 17. ledna 2003     | vysíláno      |
| 14           | 14        | Forgive, But Don't Forget |                       | Bobby Roth            | David Ehrman        | 31. ledna 2003     | vysíláno      |
| 15           | 15        | Brothers in Arms          |                       | Alex Zakrzewski       | Brad Buckner        | 7. února 2003      | vysíláno      |
| 16           | 16        | Black Eye                 |                       | David Hugh Jones      | Steven Smith        | 14. února 2003     | vysíláno      |
| 17           | 17        | Third Strike              |                       | Kristoffer Tabori     | George Schneck      | 21. února 2003     | vysíláno      |
| 18           | 18        | Sinners and Saints        |                       | Bill Norton           | Liz Friedman        | 14. března 2003    | vysíláno      |
| 19           | 19        | Signature                 |                       | Michael Zinberg       | Lynne E. Litt       | 14. dubna 2003     | vysíláno      |
| 20           | 20        | All Others Pay Cash       |                       | Philip Sgriccia       | David Ehrman        | 18. dubna 2003     | vysíláno      |
| 21           | 21        | True Lies                 |                       | Fred Gerber           | Thomas L. Moran     | 25. dubna 2003     | vysíláno      |
| 22           | 22        | The Squeeze               |                       | Robert Singer         | Lawrence Kaplow     | 2. května 2003     | vysíláno      |

### Druhá řada (2003–2004)
| Č. v seriálu | Č. v řadě | Původní název        | Český název          | Režie             | Scénář                             | Premiéra v USA     | Premiéra v ČR |
| ------------ | --------- | -------------------- | -------------------- | ----------------- | ---------------------------------- | ------------------ | ------------- |
| 23           | 1         | See No Evil          | Nevidět zlo          | Robert Singer     | Eugenie Ross-Leming                | 27. září 2003      | vysíláno      |
| 24           | 2         | Hidden Agenda        | Skrytá agenda        | Philip Sgriccia   | David Ehrman                       | 4. října 2003      | vysíláno      |
| 25           | 3         | Presumed Guilty      | Presumpce viny       | David Platt       | George Schneck                     | 11. října 2003     | vysíláno      |
| 26           | 4         | Collateral Damage    |                      | Michael Zinberg   | Steven Smith                       | 18. října 2003     | vysíláno      |
| 27           | 5         | Out of the Ashes     |                      | Kristoffer Tabori | Liz Friedman                       | 25. října 2003     | vysíláno      |
| 28           | 6         | My Fare Lady         |                      | Robert Singer     | Eugenie Ross-Leming a Brad Buckner | 1. listopadu 2003  | vysíláno      |
| 29           | 7         | The Looking Glass    |                      | Ed Bianchi        | Lawrence Kaplow                    | 8. listopadu 2003  | vysíláno      |
| 30           | 8         | Blind Faith          |                      | Rick Rosenthal    | —                                  | 15. listopadu 2003 | vysíláno      |
| 31           | 9         | To Have and Have Not |                      | Rod Hardy         | Steven Smith                       | 22. listopadu 2003 | vysíláno      |
| 32           | 10        | Dial 'O' for Murder  | Pro vraždu volej „0“ | Chad Lowe         | George Schneck a Frank Cardea      | 13. prosince 2003  | vysíláno      |
| 33           | 11        | Gone                 | Je pryč              | Philip Sgriccia   | David Morse                        | 20. prosince 2003  | vysíláno      |
| 34           | 12        | Calibrated Arguments |                      | David Straiton    | Lawrence Kaplow a Liz Friedman     | 17. ledna 2004     | vysíláno      |
| 35           | 13        | Double Exposure      | Dvojí expozice       | Vincent Misiano   | Brad Buckner                       | 24. ledna 2004     | vysíláno      |
| 36           | 14        | Fog of War           | Mlha války           | Philip Sgriccia   | David Ehrman                       | 7. února 2004      | vysíláno      |
| 37           | 15        | Extreme Commerce     | Extrémní obchod      | Chad Lowe         | Steven Smith                       | 14. února 2004     | vysíláno      |
| 38           | 16        | Misty Blue           | Misty Blue           | J. Miller Tobin   | George Schneck a Frank Cardea      | 28. února 2004     | vysíláno      |
| 39           | 17        | One for My Baby      | Jedna pro mou malou  | Robert Singer     | Mary Hanes                         | 6. března 2004     | vysíláno      |
| 40           | 18        | The Reckoning        | Zúčtování            | —                 | —                                  | 13. března 2004    | vysíláno      |